# Морозово (Спас-Деменський район)
Морозово (рос. Морозово) — присілок в Спас-Деменському районі Калузької області Російської Федерації.
Населення становить 54 особи. Входить до складу муніципального утворення Присілок Теплово.

## Історія
Від 2004 року входить до складу муніципального утворення Присілок Теплово

## Населення
| 2002 | 2007 | 2010 |
| ---- | ---- | ---- |
| 58   | ↘54  | →54  |